# Heliconia nigripraefixa
Heliconia nigripraefixa là một loài thực vật có hoa trong họ Heliconiaceae. Loài này được Dodson & A.H.Gentry mô tả khoa học đầu tiên năm 1978.